# ألفرد سوندرز
ألفرد سوندرز (بالإنجليزية: Alfred Saunders)‏ هو سياسي نيوزلندي، ولد في 12 يونيو 1820، وتوفي في 28 أكتوبر 1905. انتخب عضو مجلس النواب النيوزيلندي.